# Лабоа, Микель
Микель Лабоа (15 июня 1934, Пасахес — 1 декабря 2008, Сан-Себастьян) был одним из самых значимых поэтов-песенников и певцов Страны Басков.
Считался патриархом баскской музыки, его музыка имела влияние на младшие поколения. Почти все его песни были им спеты на баскском языке. Хитами стали его альбомы Bat-Hiru («Раз-два») и Ursuako Kantak.

## Дискография
- Lau herri kanta, 1964
- Ursuako Kantak, 1966
- Bertold Brecht, 1969
- Haika Mutil, 1969
- Euskal Kanta Berria, 1972
- Bat-Hiru, 1974
- Lau-bost, 1980
- 6 (Sei), 1985
- Lekeitioak, 1988
- 12 (Hamabi), 1989
- В 1990 году сотрудничал с группой Negu Gorriak
- 14 (Hamalau), 1994
- Mikel Laboa Zuzenean, 1997
- Zuzenean II — Gernika, 2000
- 60ak+2, 2003
- Xoriek — 17, 2005